# Озаринецька сільська рада
| Озаринецька сільська рада — колишній орган місцевого самоврядування у Могилів-Подільському районі Вінницької області з адміністративним центром у с. Озаринці. Сільській раді підпорядковані населені пункти: - с. Озаринці |

## Склад ради
Рада складається з 16 депутатів та голови.

## Керівний склад сільської ради
| ПІБ                     | Основні відомості                                                 | Дата обрання | Дата звільнення |
| ----------------------- | ----------------------------------------------------------------- | ------------ | --------------- |
| Телеватюк Іван Іванович | Сільський голова, 1962 року народження, освіта, безпартійний      | 26.03.2006   | 31.10.2010      |
| Телеватюк Іван Іванович | Сільський голова, 1962 року народження, освіта вища, безпартійний | 31.10.2010   | 25.10.2015      |
| Козлан Тетяна Петрівна  | Сільська голова                                                   | 25.10.2015   |                 |

Примітка: таблиця складена за даними джерела

## Природно-заповідний фонд
На землях сільради розташовано геологічна пам'ятка природи місцевого значення Протерозойські пісковики.